# 鳥井林太朗
鳥井 林太郎（とりい りんたろう）は、日本の現代美術家、俳優、声優、不動産会社赤竜馬ハウジング代表取締役。アトミックモンキー所属。北海道出身。本名・旧芸名は、鳥井 賞也（とりい よしなり）。

## 人物

### 来歴
1989年、早稲田大学第1文学部東洋哲学学科卒業。
日本でさまざまな賞を獲得後、フランスに留学し様々な展覧会を行った。およそ9年にわたる滞在のあと日本に帰国し、新たに鳥井 林太朗（LYNTALO）の名で活動を始める。
2011年に赤竜馬ハウジング設立後はその代表として本名で『ひるおび!』などに出演しており、『ABChanZoo』では「アーティスト社長」と紹介されている。

### 代表作など
テレビアニメ『巌窟王』の語り手でもあり、毎回、前回のあらすじをフランス語で解説する。特撮分野では『特捜ロボ ジャンパーソン』のガンギブソンの声優として知られている。
『重甲ビーファイター』の第52・53話に登場した時のガンギブソンの声が松本大だったのは、上記の通り鳥井がフランスに留学していたためである。後年、鳥井は『ビーファイター』にガンギブソンが登場するとは知らなかったと述懐している。皮肉にも鳥居は、フランスに留学する前に『ビーファイター』の第1話で傭兵戦士サーベライザの声を演じたことがあった。

## 主な出演作品

### テレビドラマ
- 幻十郎必殺剣 第7話「皆殺しの銃弾」（2008年3月7日、テレビ東京） - 同心

### テレビアニメ
2004年
- 巌窟王（語り手、巌窟王）

### 劇場アニメ
2010年
- 映画 ハートキャッチプリキュア! 花の都でファッションショー…ですか!?（警察官）

### 特撮
1989年
- 仮面ライダーBLACK RX（仮面ライダー1号の声、仮面ライダーV3の声、スカイライダーの声）

1992年
- 特捜エクシードラフト 第1話 - 第14話（ナレーション）

1993年
- 特捜ロボ ジャンパーソン（ガンギブソンの声）
- 有言実行三姉妹シュシュトリアン（普通戦隊サラリーマン）

1994年
- ブルースワット（ジタンの声）

1995年
- 重甲ビーファイター（傭兵戦士サーベライザの声）
- 超力戦隊オーレンジャー（バラミサイラーの声）

### ラジオドラマ
- ガイア・ギア（1992年）

## その他
- Solatorobo それからCODAへ（フランス語監修）